# Pterygocythereis delicata
Pterygocythereis delicata är en kräftdjursart. Pterygocythereis delicata ingår i släktet Pterygocythereis och familjen Trachyleberididae. Inga underarter finns listade i Catalogue of Life.